# Wigberto Tañada

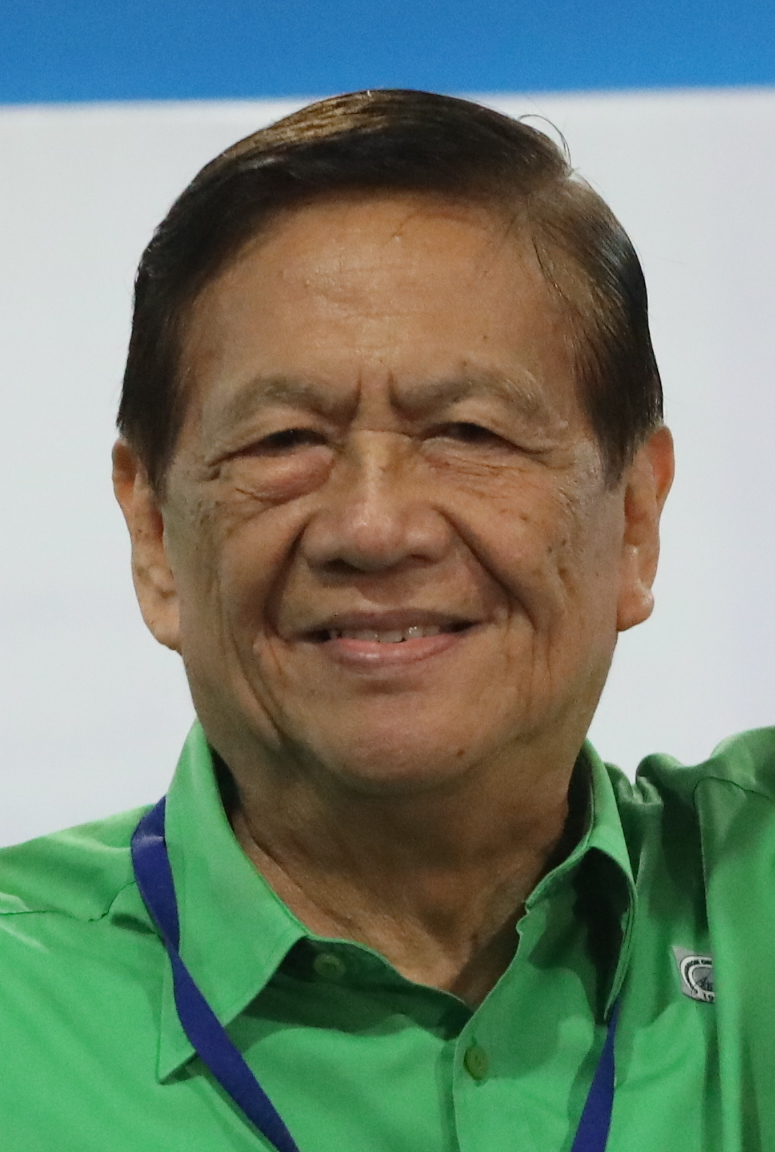
Wigberto Tañada (2018)

Wigberto "Bobby" Ebarle Tañada (* 13. August 1934) ist ein philippinischer Rechtsanwalt, Hochschullehrer und Politiker.

## Biografie
Der Sohn von Lorenzo Martinez Tañada, der von November 1947 bis September 1972 ebenfalls Senator war, 
studierte nach dem Besuch der Elementary School und der High School zunächst an der Ateneo de Manila University und erwarb dort 1956 einen Bachelor of Arts (B.A.). Ein anschließendes postgraduales Studium der Rechtswissenschaft an der Manuel L. Quezon University schloss er 1959 mit einem Bachelor of Laws (LL.B.) ab und erwarb darüber hinaus 1962 einen Master of Laws (LL.M.) an der Law School der Harvard University.
Nach seiner Rückkehr auf die Philippinen wurde er 1964 selbst zum Professor für Rechtswissenschaften an die Manuel L. Quezon University berufen und lehrte dort bis 1969. Anschließend wurde er Rechtsanwalt und ist seit 1970 Partner der Rechtsanwaltskanzlei Tañada, Vivo & Tan Law Offices. Daneben wurde er 1978 Mitglied der Prüfungskommission für Rechtsanwälte (Bar Examiner).
Nach dem Sturz der Regierung von Präsident Ferdinand Marcos im Februar 1986 wurde er am 7. März 1986 von dessen Nachfolgerin Corazon Aquino zum Leiter der Zollbehörde (Commissioner of the Bureau of Customs) ernannt und übte diese Funktion genau ein Jahr bis zum 7. März 1987 aus. Außerdem war er von 1987 bis 1991 wiederum Mitglied des Prüfungsrates für Rechtsanwälte (Judicial Bar Council).
Nach seiner Wahl wurde er am 1. Juli 1987 erstmals Mitglied des Senats und gehörte diesem bis zum 30. Juni 1995 an. Während dieser Zeit war er zwischen 1992 und 1995 auch Minderheitsführer (Minority Floor Leader) und damit Führer der Opposition im Senat. Am 2. Juni 1993 wurde er als Nachfolger von Jovito Salonga Vorsitzender der traditionsreichen Liberal Party. Am 17. Oktober 1994 folgte ihm Raul Daza, Sprecher des Repräsentantenhauses Pro tempore, in diesem Amt. Er selbst war anschließend von 1994 bis 1998 Vizepräsident der Liberalen Partei für Southern Tagalog.
Nach seinem Ausscheiden aus dem Senat wurde er am 1. Juli 1995 Mitglied im Repräsentantenhaus und vertritt in diesem seitdem den 4. Wahlbezirk der Provinz Quezon. Zugleich wurde er nicht nur 1999 Vorsitzender der philippinischen Arbeitsgruppe der ASEAN für Menschenrechte, sondern war auch von 2007 bis 2009 auch Präsident der Bewegung für ländlichen Wiederaufbau (Philippine Rural Reconstruction Movement (PRRM)).
Am 30. Juni 2001 schied er als Abgeordneter aus dem Repräsentantenhaus aus. Am 1. Juli 2004 wurde sein Sohn Lorenzo "Erin" Reyes Tañada Abgeordneter für den 4. Wahlkreis von Quezon.